# Ipoclorito di litio
L'ipoclorito di litio è il sale di litio dell'acido ipocloroso.

## Usi
In alcuni paesi è ancora usato come disinfettante per piscine sebbene sia abbastanza nocivo.

## Tossicità
Dosi di 500 mg/kg causano mortalità e patologie varie nei ratti. L'uso di prodotti disinfettanti basati sullo ione ipoclorito (quindi anche l'ipoclorito di sodio, la normale candeggina) possono reagire con sostanze acide per formare gas cloro estremamente tossico.